# Sandbrachschwalbe

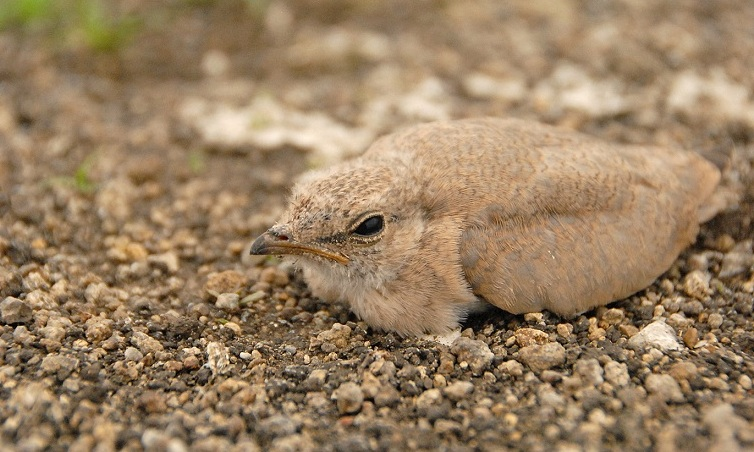
Küken

Die Sandbrachschwalbe (Glareola lactea) ist ein Vogel aus der Unterfamilie der Brachschwalbenartigen (Glareolidae).
Sie kommt in Afghanistan, Pakistan, Indien, in Sri Lanka, Bangladesch und China, südlich über Myanmar bis Thailand, Laos und Kambodscha vor sowie als seltener Gast am Arabischen Golf und in Oman.
Der Lebensraum umfasst große Flüsse und Fließgewässer und freiliegende Sandbänke, felsige Inseln und Kiesbänke bis zu 1800 m Höhe über dem Meeresspiegel.

## Beschreibung
Die Sandbrachschwalbe ist 15–19 cm groß und wiegt 37–44 g. Die Flügelspannweite beträgt 42–48 cm. Die Oberseite ist blass sandfarben grau, die Stirn braun, die Zügel schwarz. Bürzel und Schwanzbasis sind weiß mit schwarzer Endbinde. Der Schwanz ist leicht gespalten. Im Fluge sieht man einen weißen Spiegel auf den Handschwingen und schwärzliche Deckflügel.

## Stimme
Der Ruf des Männchens wird als heiseres, undeutliches und kurzes “chirrrt” beschrieben.

## Lebensweise
Die Nahrung besteht aus Käfern, Termiten, Fliegen einschließlich Zweiflüglern und Schnabelkerfen. Der Vogel ist dämmerungsaktiv und jagt in großen Schwärmen.
Die Brutzeit liegt zwischen Februar und April in Indien und Sri Lanka, zwischen März in
Pakistan und April bis Mai in Laos.

## Gefährdung
Der Sandbrachschwalbe gilt als nicht gefährdet (Least Concern).